# كأس آسيا للسيدات 2029
كأس آسيا للسيدات 2029 ستكون النسخة الثانية والعشرين من بطولة كأس آسيا للسيدات، وهي البطولة القارية لكرة القدم التي تُقام كل أربع سنوات في آسيا، وتتنافس عليها المنتخبات الوطنية للسيدات الأعضاء في الاتحاد الآسيوي لكرة القدم (AFC). ستكون هذه النسخة هي الأولى من البطولة التي لا تُقام في العام السابق لبطولة كأس العالم للسيدات FIFA منذ عام 2003، كما أنها لن تكون المرحلة النهائية من التصفيات الآسيوية المؤهلة لبطولة كأس العالم للسيدات 2031. ستكون البطولة أيضًا بمثابة المرحلة قبل الأخيرة من التصفيات الآسيوية المؤهلة إلى دورة الألعاب الأولمبية الصيفية لعام 2032 في بريسبان، حيث ستتأهل الفرق الثمانية التي تصل إلى ربع النهائي إلى تصفيات آسيا المؤهلة للألعاب الأولمبية للسيدات 2032.
صادقت لجنة كرة القدم النسائية في الاتحاد الآسيوي لكرة القدم رسميًا على استضافة أوزبكستان للبطولة في 15 مايو 2024.

## اختيار المضيف
اختِيرت أوزبكستان لاستضافة البطولة من قِبل لجنة كرة القدم النسائية في الاتحاد الآسيوي لكرة القدم في 15 مارس 2024، وكانت صاحبة العرض الوحيد.
- UZB أوزبكستان – لم يسبق للدولة استضافة أي بطولة كبرى لكرة القدم النسائية، على الرغم من مشاركتها في كأس آسيا للسيدات خمس مرات. استضافت البلاد العديد من بطولات الشباب للرجال والسيدات، مثل بطولة آسيا للناشئين تحت 16 عاما 2008 وبطولة آسيا للناشئين تحت 16 عاما 2010، وكأس آسيا تحت 23 سنة لكرة القدم 2022، وكأس آسيا تحت 20 سنة لكرة القدم 2023 وكأس آسيا للسيدات تحت 20 سنة 2024[الإنجليزية].

## التصفيات
تأهل منتخب أوزبكستان المضيف تلقائيًا. وستُحدد الفرق الـ 11 المتبقية من خلال مباريات التصفيات التي ستُجرى في عام 2028.

### الفرق المتأهلة
تأهلت الفرق الاثنا عشر التالية أسماؤها إلى البطولة:
| الفريق    | طريقة التأهل | تاريخ التأهل | الظهور في النهائيات | آخر ظهور                | تصنيف الفيفا | أفضل أداء سابق |
| --------- | ------------ | ------------ | ------------------- | ----------------------- | ------------ | --- |
| أوزبكستان | المستضيف     | 15 مايو 2024 | السادس              | بطولة آسيا للسيدات 2003 | يحدد لاحقًا   | مرحلة المجموعات (بطولة آسيا للسيدات 1995، بطولة آسيا للسيدات 1997، بطولة آسيا للسيدات 1999، بطولة آسيا للسيدات 2001، بطولة آسيا للسيدات 2003) |

## روابط خارجية
- AFC Women's Asian Cup
, the-AFC.com